# Родники (Донецький район)
Родники́ — селище Амвросіївської міської громади Донецького району Донецької області, Україна.

## Загальні відомості
Відстань до райцентру становить близько 9 км і проходить автошляхом місцевого значення.
Неподалік від селища розташований ландшафтний заказник місцевого значення Ліс по річці Кринка.
Унаслідок російської військової агресії із серпня 2014 р. Калинове перебуває на території ОРДЛО.

## Населення
За даними перепису 2001 року населення селища становило 522 особи, з них 80,46 % зазначили рідною мову українську, 17,62 % — російську та 0,19 % — молдовську мову.